# Marcelo Díaz
Marcelo Alfonso Díaz Rojas (Santiago, 1986. december 30. –) chilei válogatott labdarúgó, jelenleg a spanyol Celta Vigo játékosa. Posztját tekintve középpályás.

## Sikerei, díjai
Universidad de Chile
- Chilei bajnok (4): 2009 Apertura, 2011 Aperura, 2012 Apertura, 2011 Clausura
- Copa Sudamericana győztes (1): 2011

Basel
- Svájci bajnok (2): 2012–13, 2013–14
- Svájci kupa döntős (2): 2012–13, 2013–14
- Uhren-kupa győztese (1): 2013

## Külső hivatkozások
- Marcelo Díaz a national-football-teams.com honlapján